# Пащук Святослав Володимирович
Пащук Святослав Володимирович (нар. 29 квітня 1979, м. Червоноград) — український ілюстратор, режисер.

## Життєпис
Народився 29 квітня  1979 року в місті Червонограді. Закінчив школу № 12 міста Червонограда.  1996 році вступив до Львівського лісотехнічного університету на спеціальність дизайн. В  2002 – 2008 р. продовжив здобувати освіту в Київському національному  університеті  театру, кіно і телебачення імені І. К. Карпенка-Карого. Навчаючись в університеті,  студентом (2006 р.)  починає працювати в журналі К9, де займає посаду заступника головного редактора. 
Співпрацював з українськими (Пізнайко) польськими (Egmont Polska,AQQ), та латвійськими (Nordik, Latvijas Gramata, Zvaigzne ABC) видавництвами.
Разом з Андрієм Приймаченком започаткував проект  «Видиво» – цікавинки про митців та для митців, зокрема відеоуроки зображення найрізноманітніших осіб.

## Режисер
- Теле-шоу «Народна зірка» (сезони 1, 2, 3, 4)
- 4-х серійний телефільм «Картина Мелом»

## Ілюстратор
- Трейлер до книги « Тієї вогняної ночі» ( Лідія Вірина)

## Роботи
[[Категорія:Уродженці Червонограда]
| Мона Ліза | Це незавершена стаття про діяча мистецтва. Ви можете допомогти проєкту, виправивши або дописавши її. |